# کرتلینگ
کرتلینگ (به انگلیسی: Kirtling) یک محله مدنی و روستا در بریتانیا است که در کمبریج شرقی واقع شده‌است. کرتلینگ ۳۲۷ نفر جمعیت دارد.